# Michael Connaire
Michael John Connaire (* 20. August 1968 in Boston) ist ein US-amerikanischer Tenor. 
Michael Connaire studierte am New England Conservatory of Music, wo er sein Bachelor- und sein Master-Diplom erwarb. Er war Mitglied des Des Moines Opernstudios und Fellow bei der „Bach Aria Group“ in New York City. Connaire trat beim Tanglewood-Festival in Massachusetts auf.
Durch seine Interpretationen der Evangelisten-Partien Johann Sebastian Bachs und von Werken englischer Komponisten wurde er auch in Deutschland bekannt. Als Konzertsolist trat Connaire hauptsächlich in Hamburg, Hannover, Lüneburg, Greifswald, Stralsund und im norddeutschen Raum auf. Im Juli 2015 sang er beim Musikfestival „Klassik am Meer“ in Wilhelmshaven die Tenor-Partie in der Petite Messe solennelle von Gioacchino Rossini. Im Oktober 2015 war er der Tenor-Solist im Oratorium Elias von Felix Mendelssohn Bartholdy im Kurhaus Baden-Baden.
Connaire gab Konzerte mit den Hamburger Symphonikern, dem Saitama Chamber Orchestra, dem Slowenischen Staatsorchester, dem Hamburger Barockorchester Elbipolis, den Bremer Philharmonikern, der Hannoverschen Hofkapelle und der Camerata Hamburg. Er trat außer in Deutschland auch in Frankreich, Slowenien, den Vereinigten Staaten und Japan auf.
Gelegentlich trat Connaire auch als Opern- und Operettensänger auf. Am Theater Vorpommern sang er in der Spielzeit 2005/06 den Pedrillo in Mozarts Die Entführung aus dem Serail. Im Juni 2008 übernahm er die Rolle des Gabriel von Eisenstein in der Operette Die Fledermaus in einer Produktion der Hochschule für Musik und Theater Hamburg, unter der Regie von Niels-Peter Rudolph.
Von Connaire liegen mehrere Tondokumente vor, u. a. die Bach-Kantaten BWV 232 und BWV 245, außerdem Mendelssohns Elias, das Requiem von Frank Martin sowie Werke von Arthur Honegger.